# 三菱・パジェロミニ
パジェロミニ（Pajero Mini）は、三菱自動車工業が生産・販売していた軽SUVである。

## 概要
名前の通り、パジェロを軽自動車サイズに凝縮したようなクルマである。外観は丸型ヘッドライト、ツートーンカラーなどを踏襲した。
ミニキャブ・タウンボックスの駆動系統・変速機を流用している。シャーシはモノコックボディにラダーフレームを合わせたビルドインモノコック構造を採用。
発表当時、「人気車パジェロの弟分」として、車名を一般公募したことでも話題となった。
この車輌の人気に触発されて、三菱は「アイアンクロス」、「デザートクルーザー」、「ホワイトスキッパー」、「デューク」、「リンクス」など、いくつかのバリエーションを展開した。
初代と2代目は見た目が非常に似ているが、ヘッドライトを見れば判別しやすい。初代はすべてのモデルで丸目2灯となっているが、2代目は角ばったヘッドライトになっている。また、「リンクス」だけは丸目4灯となっているが、「リンクス」は2代目のみに設定された仕様である。

## 競合車との比較
パジェロミニは数少ないクロスカントリータイプの軽SUVの一つであるが、同じジャンルとして「スズキ・ジムニー」がよく比較対象に上がりやすい。
非常にコンパクトなサイズである以外にも、縦置きエンジン、副変速機、後輪駆動ベースのパートタイム4WDなど、本格的なクロスカントリー車として多くの共通点を抱えている。さらに角ばったボディに、リアハッチにスペアタイヤを背負っていることから見た目にも似通った部分がある。
両車の違いは特にフレーム構造にある。2代目パジェロミニと3代目ジムニーのサスペンションについては、前者はフロント側にストラット、リアは5リンクとなっている乗用車のようなつくりに対して、後者は前後リーフスプリングと頑丈さを優先したつくりとなっている。さらに、ターボ仕様のエンジン性能に関しても最高出力は同じながら最大トルクはジムニーが大きい。この結果、パジェロミニはオンロードでの乗り心地がよく、ジムニーはオフロードでの走破性がより高いという、異なるキャラクター像を形作っている。

## 初代（1994年-1998年）H51/56A型
基本グレードはNAエンジンの「XR」とターボエンジンの「VR」の2タイプ。そこに装備品の差によって「I」「II」が組み合わされた。「I」はスチールホイール、ブラックバンパー、無塗装のドアハンドルやバックミラーなどが装着されていた。「II」は通常ツートーンカラーに塗装され、クロームトリムを装備し、合金ホイールなどが選択できた。インストルメントパネルの中央、エアコン上部には方位計、高度計、外気温計、時計の機能を備えたマルチメーターも用意された。
本モデルの車体は、ラダーフレームのようにプレス加工された部材をフロアパンに溶接したビルトインフレームのモノコック構造である。「XR」は1気筒4バルブの直列4気筒SOHC自然吸気エンジン、「VR」は1気筒5バルブの直列4気筒DOHCツインスクロールターボエンジンを搭載することで、力強い動力を実現した。さらに40km/h前突時乗員障害値規制や1994年安全強化規制をクリアしたり、4輪ABS/SRSエアバッグシステムを装備するなど、高い安全性と安定性を両立した。駆動方式は後輪駆動（型式：H51A）と、「イージーセレクト4WD」と名付けられたパートタイム4WD（型式：H56A）の2種類があり、四輪駆動のトランスファーにはHi/Low2段の副変速機が備わる。四輪駆動と後輪駆動モデルの売り上げは、6:1の割合となっている。

### 年表

パジェロミニリンクス
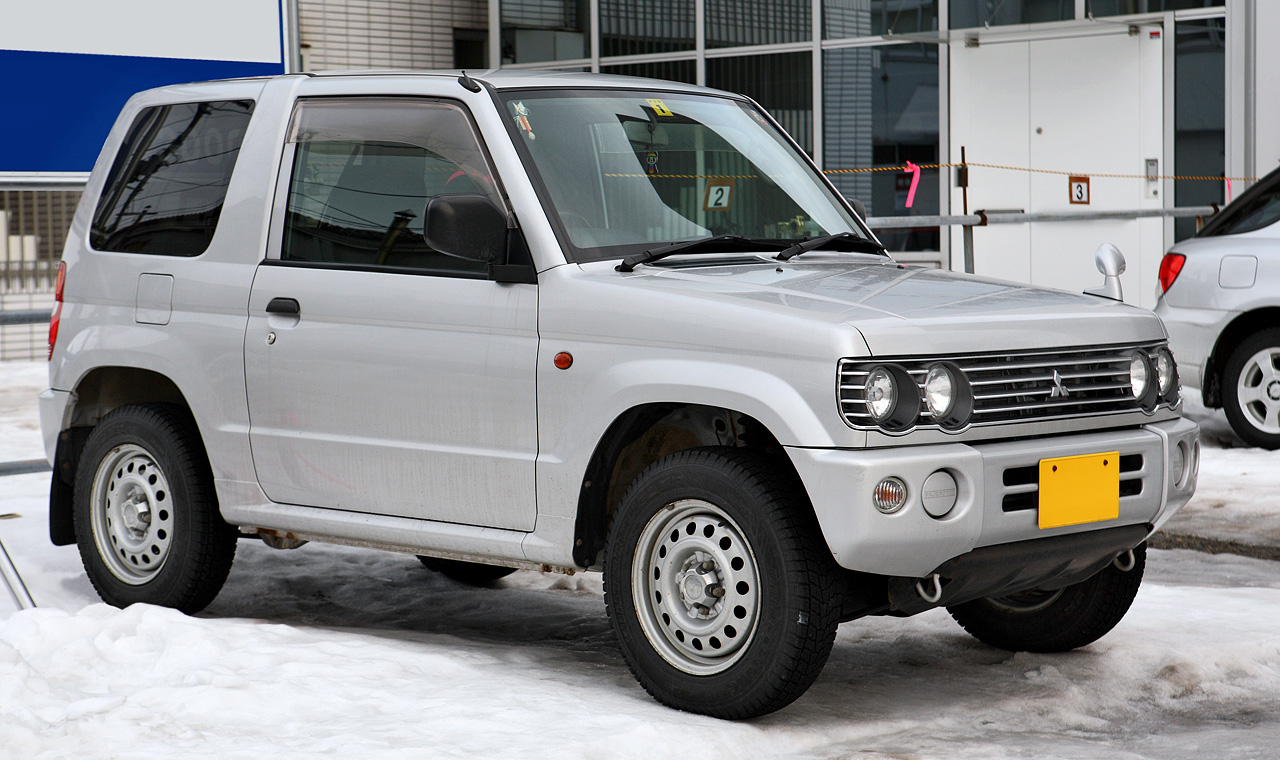
リンクス X
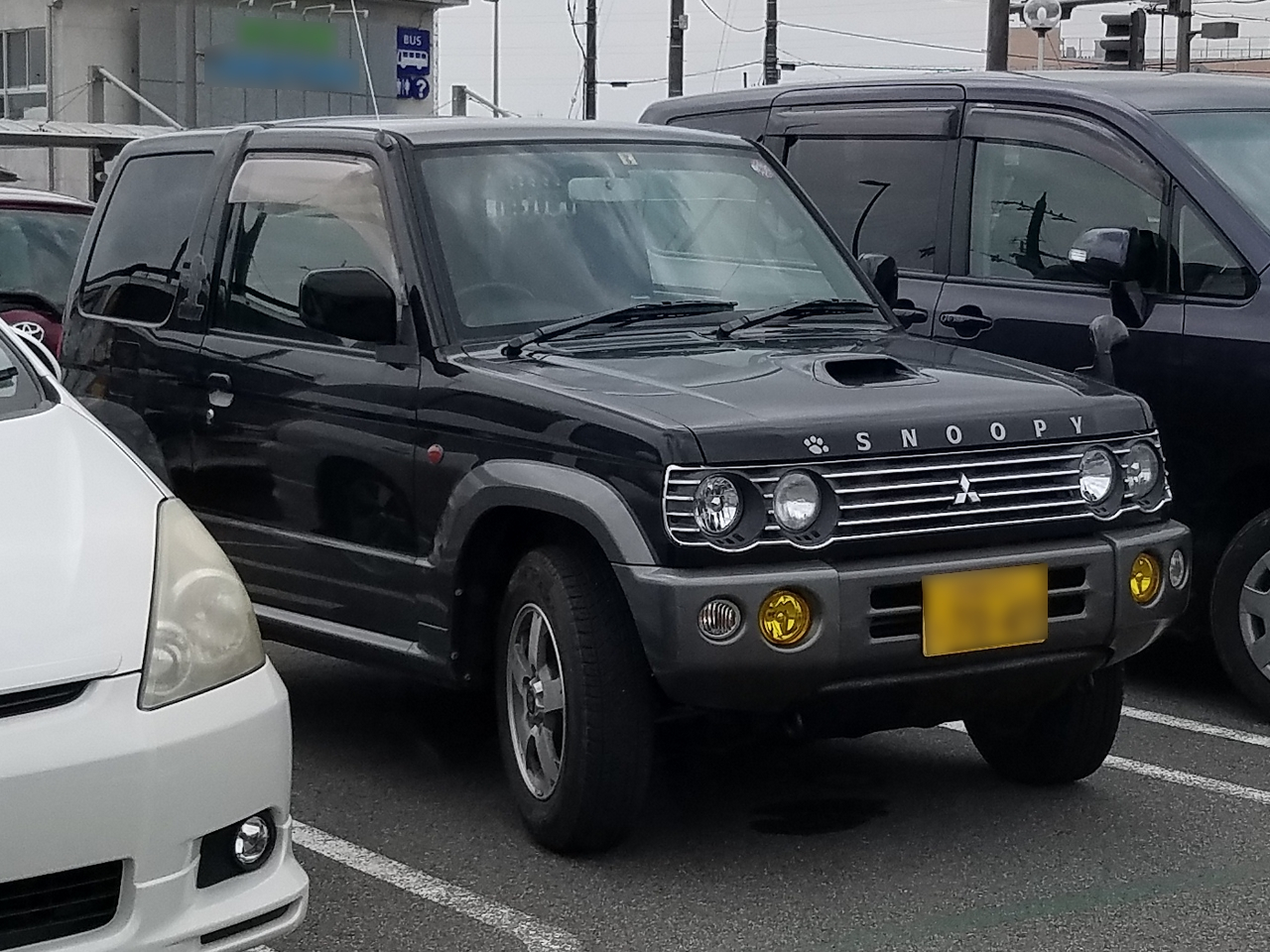
スヌーピーエディションII
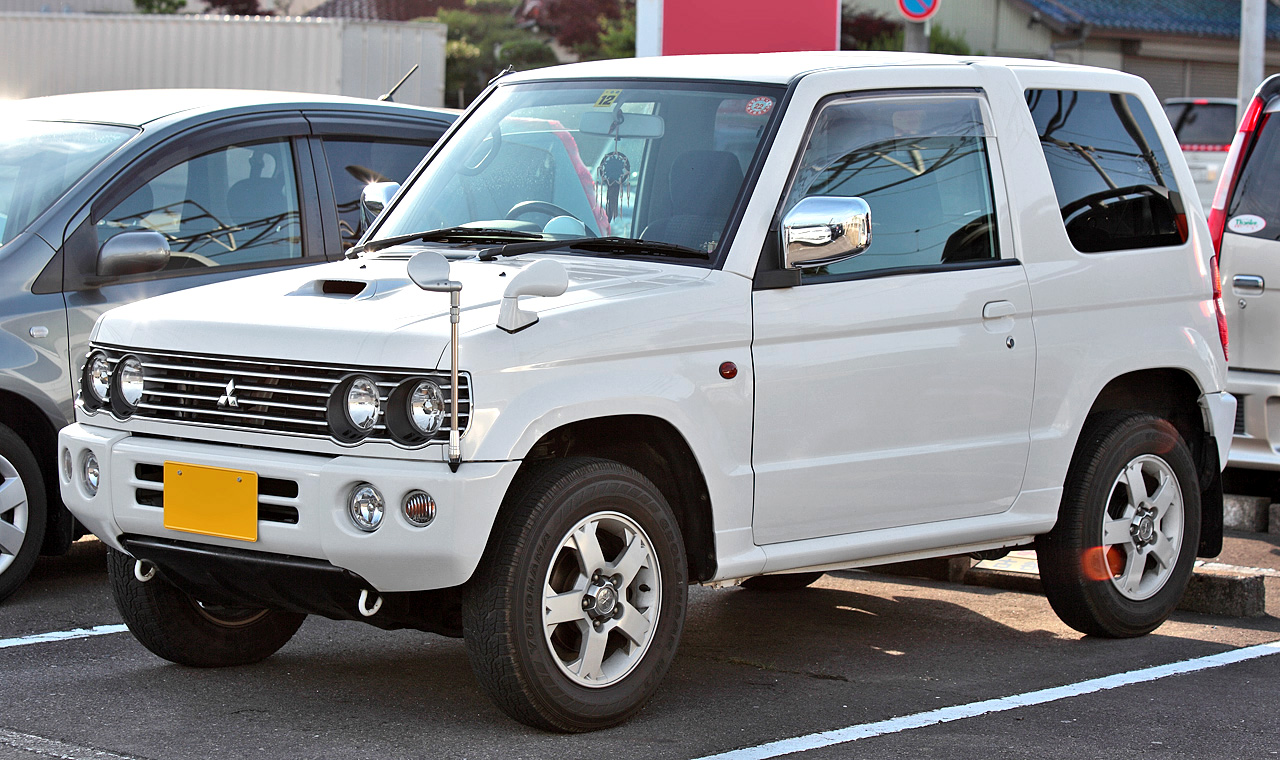
リンクス

1994年12月
パジェロの技術を最大限に凝縮した軽自動車を発売。
ディーラーオプションにて、トムとジェリーのキャラクターを描いたスペアタイヤカバーが存在した（実際にCMにも登場していた）。
1995年11月
本車をベースに、1.1Lの4気筒（4A31型）SOHC 16バルブエンジンを搭載し、オーバーフェンダーを装着したパジェロジュニアが発売される。
1996年1月
誕生1周年記念の特別仕様車として「1stアニバーサリー」登場。
1996年5月
タウンユース向けの特別仕様車として「スキッパー」登場。
1996年6月
一部改良。運転席エアバッグや複合曲面ドアミラー、防眩インナーミラー、バニティミラーなどを全車標準化。また、ベーシックグレードへのAT車の追加やエアコンレス仕様の設定も実施している。
1997年1月
誕生2周年記念の特別仕様車として「アニバーサリーリミテッド」登場。
1997年5月29日
マイナーチェンジ。全車、フロントにベンチレーテッドディスクブレーキとハイマウントストップランプを標準装備。制動能力を向上するとともに安全性能もアップした。同時に2WDのXR-Iベースの「スキッパー」が追加された。
オフロードドレスアップ特別仕様車「デザートクルーザー」とサンルーフ特別仕様車「ダブルサンルーフ」の2タイプも設定された。
1997年9月6日
特別仕様車として「ホワイトスキッパー」登場。専用のモノトーン（フェアリーホワイト）で塗装される。
VR-IIおよびXR-IIの四輪駆動モデルをベースに、ウィンターレジャー向けの特別仕様車として「アイアンクロス」登場。フォグランプ、ルーフレール、スキー＆スノーボードキャリアが特徴的である。
1997年12月9日
パジェロで培ったオフロード走破性などの本格RV機能と軽自動車の扱いやすさ・手軽さ・経済性を兼ね備えたパジェロミニに、新デザインフロントグリルによる個性的で精悍なマスク、サイドプロテクトモールなどによるスマートなサイドビュー、モスグリーンシート＆ブラックインテリアの気品あるシックな内装などを特長とした“最新ストリートスタイル”「デューク」を発売。同時に一部改良が行われ、グリル上に「PAJERO MINI」の車種名ステッカーが装着される。
1998年1月7日
派生車パジェロジュニアと同時に誕生3周年記念の特別仕様車「アニバーサリーリミテッド」を設定、発売される。
2001年2月15日
運転席エアバッグの展開を制御する回路が不適切なため、リコール（回収・無償修理）を届け出た。対象となるのは、パジェロミニ、パジェロジュニアの計3型式2車種で、1995年10月26日から1998年3月2日に製造された14万301台。
2015年12月23日
リクルートホールディングスが発行するカー雑誌「カーセンサー」2016年2月号において、カーセンサー・カー・オブ・ザ・イヤー ビンテージ部門を初代パジェロミニが受賞。

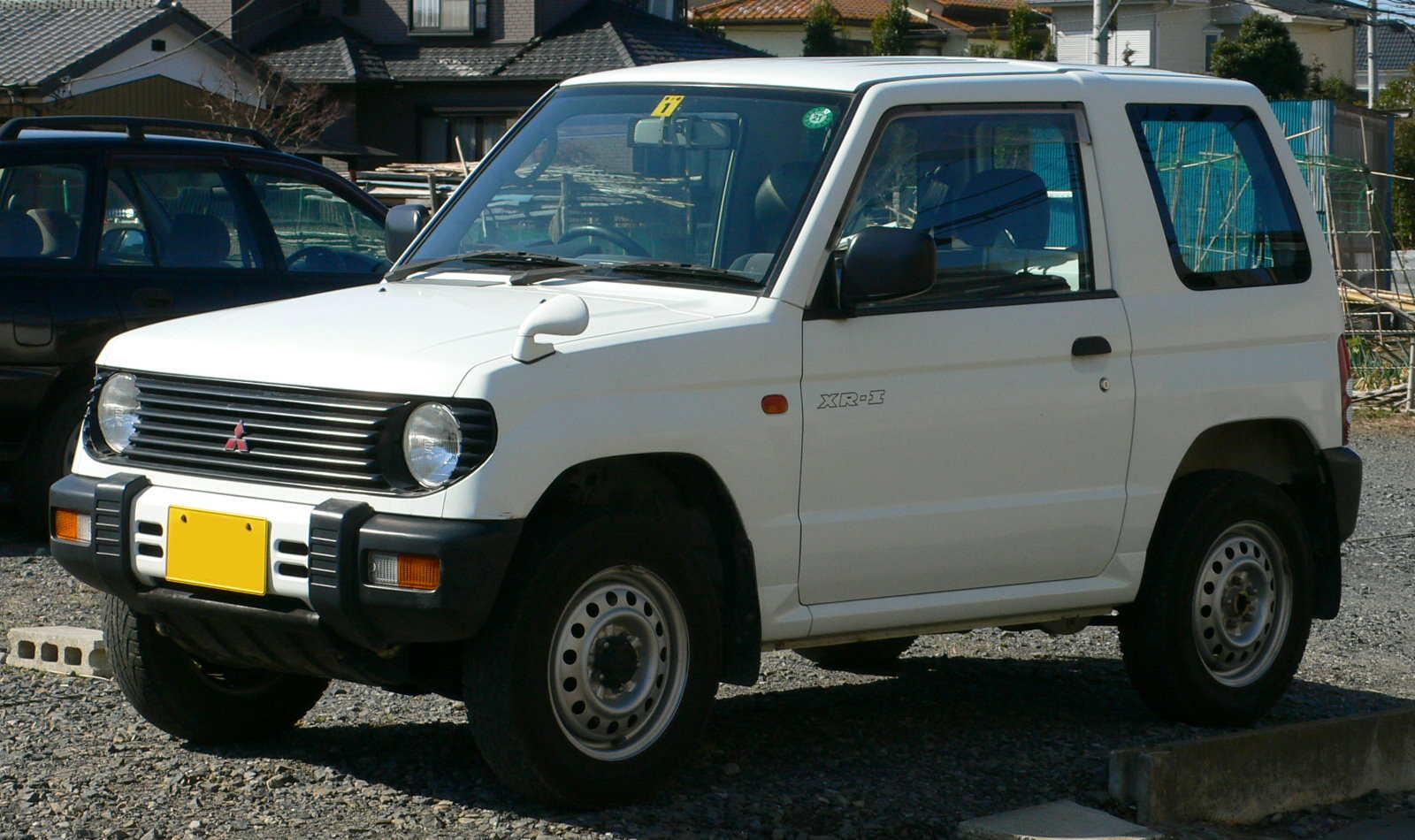
XR-I
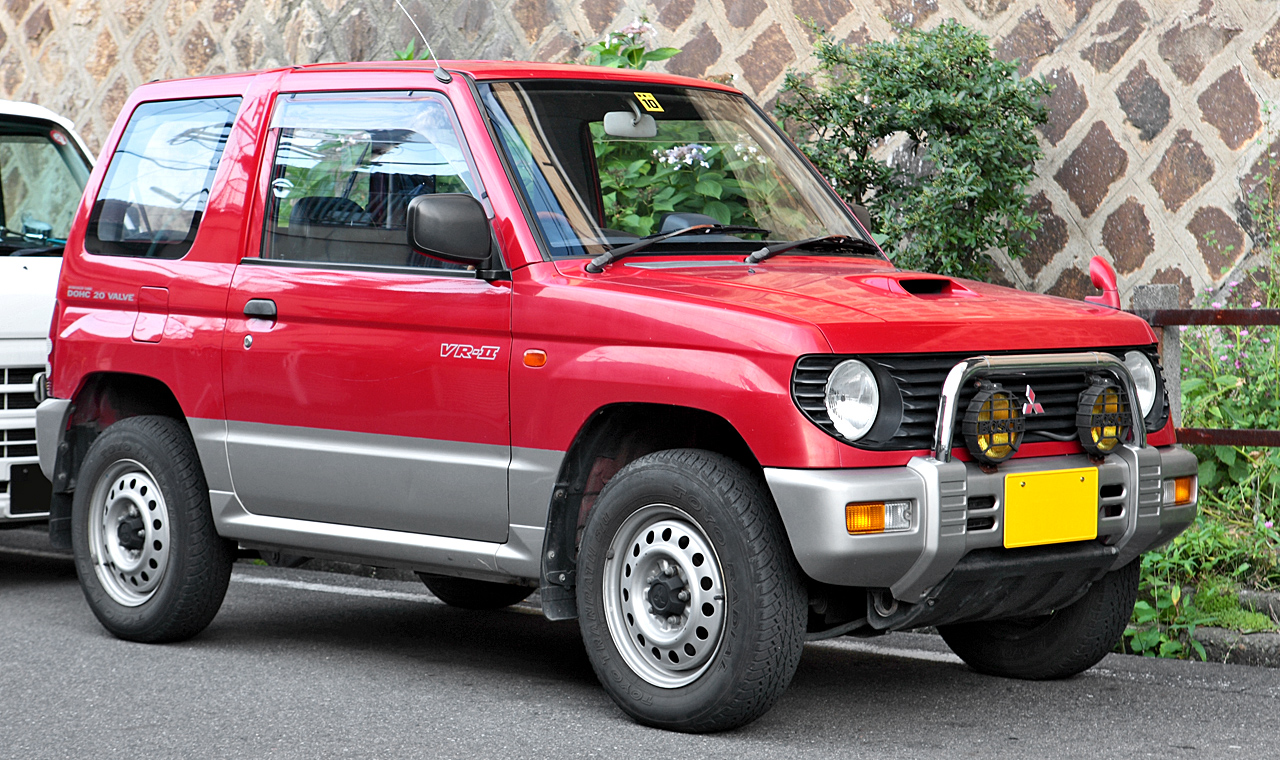
VR-II
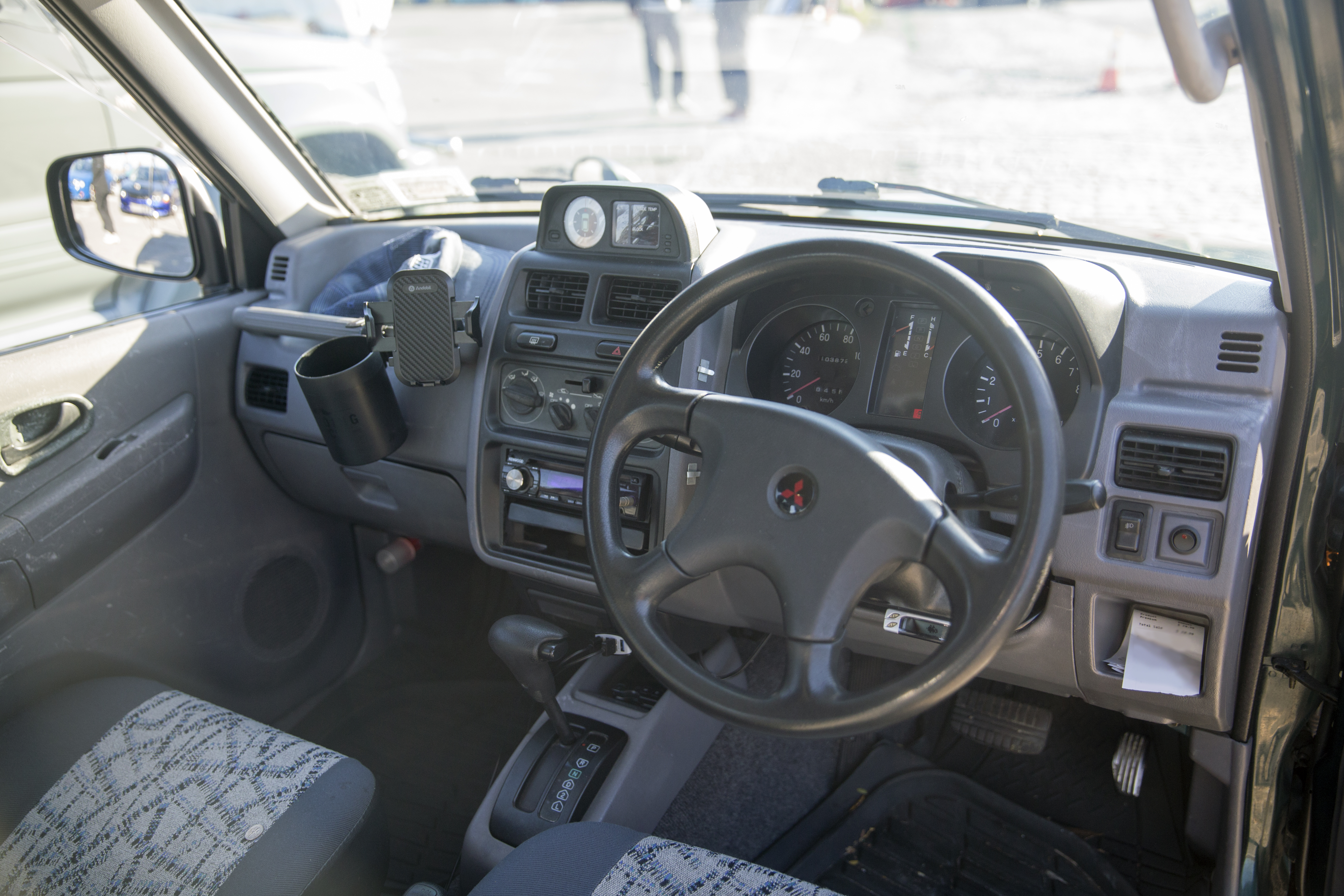
VR-II・ダッシュボード周辺
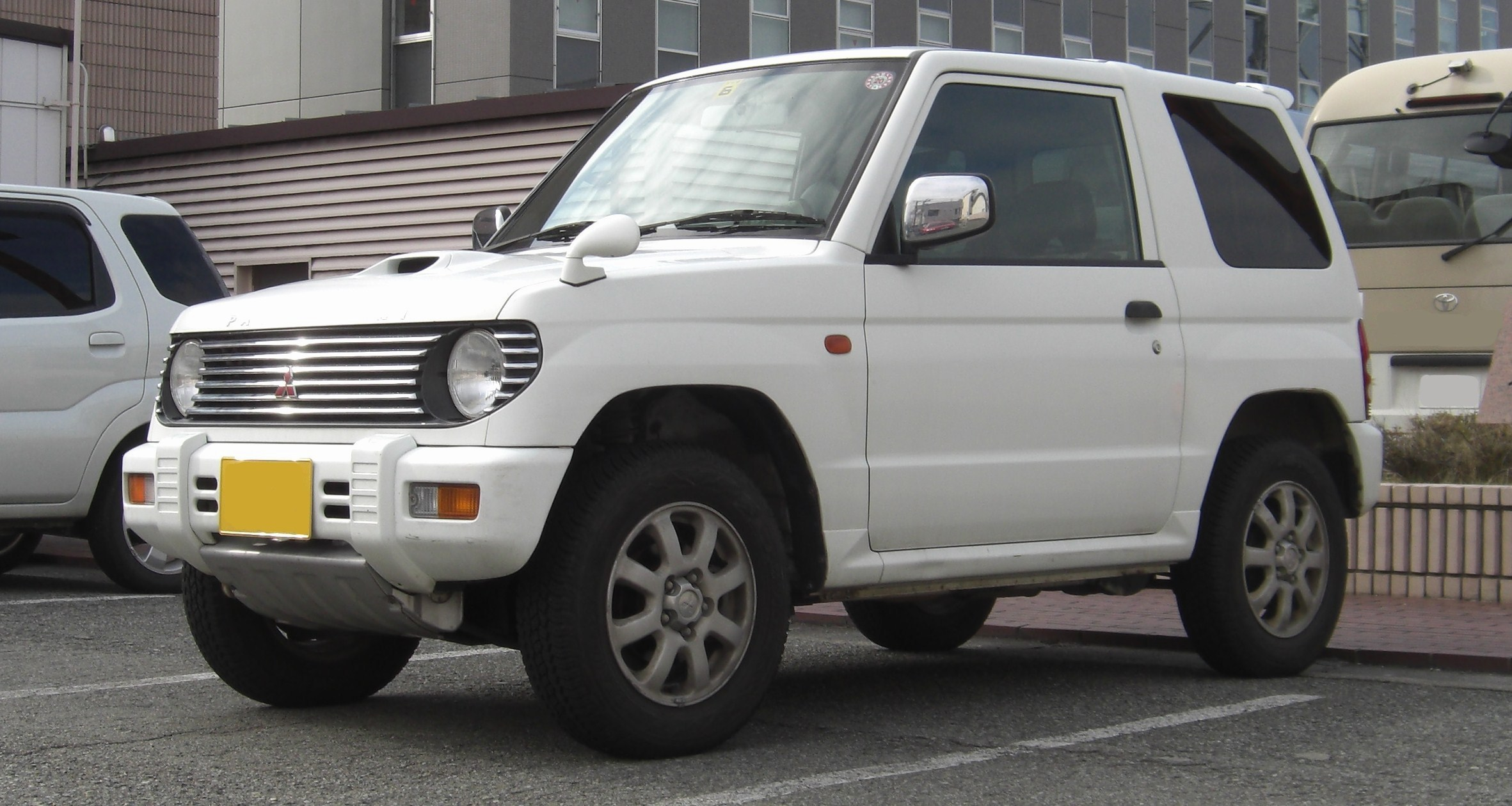
スキッパー
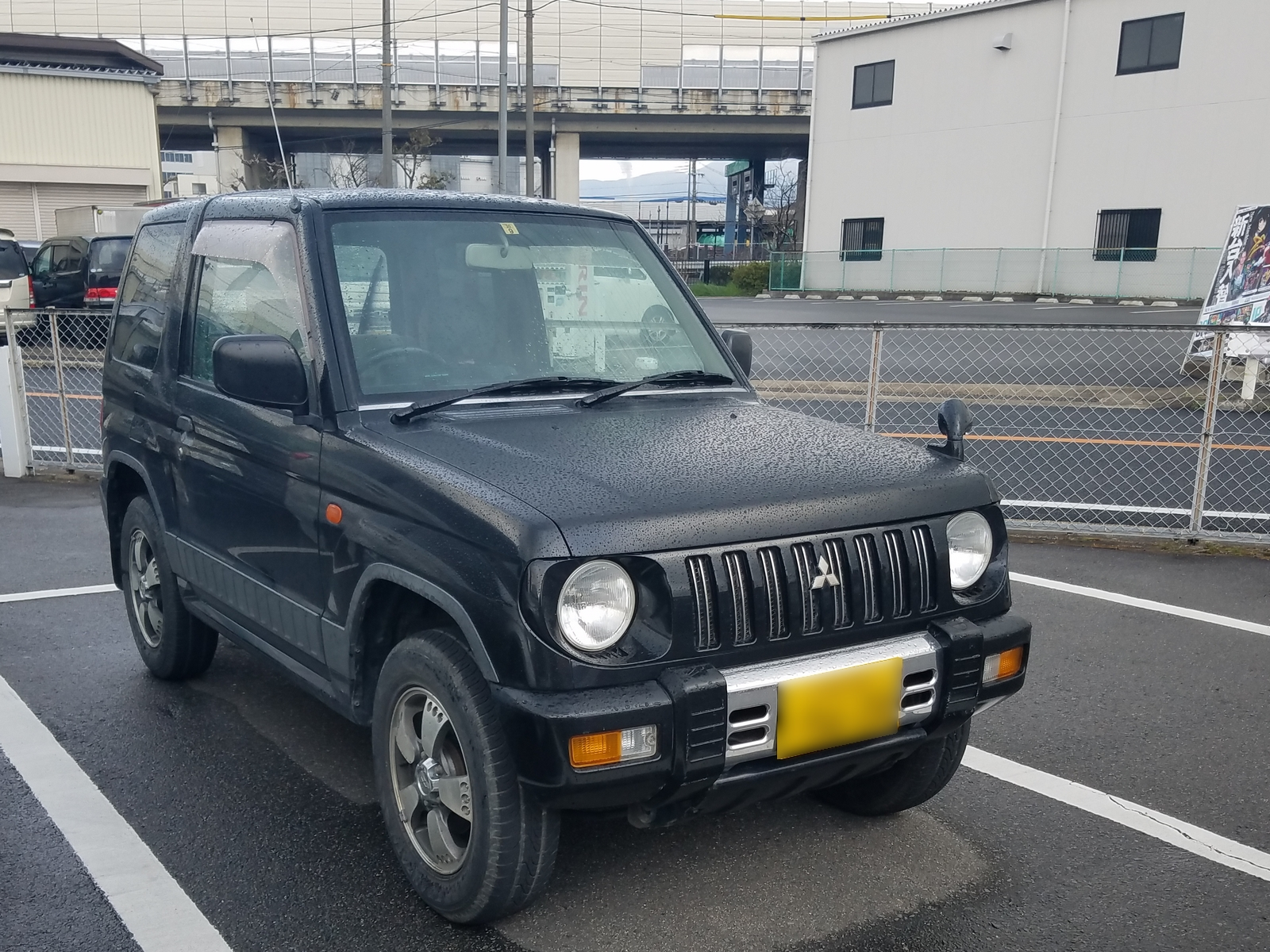
デュークX

## 2代目（1998年-2013年）H53/58A型
SおよびX系は自然吸気エンジン、SPORTおよびV系はターボエンジンを搭載する。Rはターボエンジン、扁平タイヤ、ローダウン、エアロのオンロードスポーティモデル。スヌーピーエディションはスヌーピーがボディなどに描かれた。また、サンルーフ仕様の設定が存在した。型式については、後輪駆動モデルがH53A、四輪駆動モデルがH58Aである。
1気筒5バルブの直列4気筒DOHC20バルブ方式のエンジンに、ツインスクロールターボを装着したものがデュークにも搭載された。自然吸気エンジンは先代モデルのそれと比べて改良されており、軽自動車では初搭載となる三菱の環境ミニエンジン「リーンバーンMVV」によって縦渦層状吸気を行うことで、安定した希薄燃焼を実現し、低燃費を記録した。
本モデルの安全性は、独自のモノコック高剛性ボディを基にし、衝突時のエネルギーを吸収して緩和する「クラッシャブルボディ構造」などを取り入れた新衝突安全強化ボディ"RISE（ライズ）"を採用したり、緊急時のブレーキをサポートする「ブレーキアシスト機構」などを装備し、優れた安定性などを実現させた。
充実した装備で、もとのコンセプトは先代と変わらないが、よりオンロードを重視したイメージ戦略・商品構成となり、先代同様に縦基調の大型フロントグリルを採用した「デューク」や丸目4灯式ヘッドライトを採用した「リンクス」といった派生車種の存在からも窺える。駆動系についてはエンジンの改良により、ターボ、自然吸気仕様ともにトルクが向上したほか、ATについては先代の3速に対して全車が4速化された。また、タコメーターはパワーウィンドウやセンタードアロックが付かない自然吸気2WDの「S」にも標準装備された。登場以来、軽自動車の衝突安全性能総合評価においては、ホンダ・ゼストが現れるまで他の軽自動車を押さえて最も評価が高かった。
| 機関  | 国   | 試験年 | 評価                      | 備考                     |
| ----- | ---- | ------ | ------------------------- | ------------------------ |
| JNCAP | 日本 | 2001年 | 運転席 ★★★★★ 助手席 ★★★★★ | 最高評価は★★★★★★である。 |

### 日産・キックス PA0（H59A）型
2008年に日産自動車とOEM提供に関する契約を締結し、同年10月に発売された。「KIX」とは、興奮や熱中を意味する「KICKS」と未知数を意味する「X」を組み合わせた造語で、乗る人すべてに軽快な走りとともに、刺激的な走りを提供したいという思いが込められている。
| キックス RX |  | キックス RX |
| キックス RX |  |             |

### 年表
1998年10月6日
軽自動車規格の変更に対応してフルモデルチェンジ。
1998年11月3日
サンルーフ仕様車を追加。チルトアップ機能付脱着式サンルーフを採用した。
1999年10月未明
一部改良。ターボエンジン搭載のストリート向け新グレード「R」を追加。駆動方式はFRのみで専用サスペンションや185/65R15タイヤにより車高を40mmダウン。
2000年2月24日
漫画『ピーナッツ』の生誕50周年記念キャンペーンとして、特別仕様車「スヌーピー・エディション」が発売されることが発表された。
2000年4月8日
スヌーピー・エディション発売。
2000年11月21日
一部改良。助手席エアバッグと前席シートベルトプリテンショナーを全車に標準化。パジェロミニの派生車として、丸目4灯式ヘッドライトの「パジェロミニリンクス」「パジェロミニリンクス リミテッド」が全国のギャラン系販売会社より発売された。
2001年2月15日
プロペラシャフトにおいて、重量のバランスが不適切なものがあるため、三菱自動車は国土交通省にリコールを届け出た。対象となるのは1998年10月1日から1999年11月3日までに生産した2188台2001年2月15日。
2001年10月23日
一部改良。ABSを標準装備。リンクスをベースに、特別仕様車スヌーピー・エディションII発売。前回とは異なり、「クール」なテーマで外観を飾る。
2002年1月29日
「V」の4WD車をベースにした特別仕様車「アニバーサリーリミテッド（7th）」を設定。専用のカラーリングに前後バンパー中央部にメッキバンパーを採用するとともに、15インチの光輝タイプアルミホイールを採用した。
2002年2月28日
ブレーキパイプに不具合があるとして国土交通省にリコールを届け出た。1998年10月から2001年10月までに生産された後輪駆動・自然吸気仕様、2万2626台を対象とした。
2002年9月未明
この時期に、「リンクス」はカタログ落ちとなった。
2002年9月3日
一部改良。低排出ガス規制の強化に対応させる形でターボエンジンをこれまでのDOHC20バルブからSOHC16バルブに差し替え、実用域でのドライバビリティの改善、および燃費、低エミッション性能が向上した。全車が「良-低排出ガス規制適合」となる。他にもリアコンビネーションランプやシート地の変更などを行った。シートヒーターもオプション設定となった。この改良と同時に、約6万円から22万円の値下げが行われた。
2002年9月26日
ターボ車をのぞくMT車で、変速機ケース加工精度のバラツキなどにより、内部部品が壊れて4速以外では走れなくなるほか、2輪駆動の車速検出用部品が外れ、スピードメーターが作動しなくなるおそれがあるとして、国土交通省にリコールを届け出た。変速機を全車新品に載せ替えることが計画され、1998年10月から2002年7月に生産されたパジェロミニ、『ミニキャブ』、『タウンボックス』、合計16万4514台が対象とする。
2003年5月26日
特別仕様車「スペシャルカラーエディション」が追加。専用の3ウェイ2トーンボディカラーが、合計2色採用された。シルバーに塗装した専用ルーフレール、表面を切削した光輝タイプの15インチアルミホイール、フロントフォグランプを装備した。
2003年9月2日
マイナーチェンジ。フロントグリルをメッキタイプに改め、装備やボディカラーの見直しも行った。また、「VR」に後輪駆動モデルが追加され、「VR」をベースにしたスポーティな上級グレード「VR-S」を設定した。VR-Sはダークグレーの内装色として、フロントシートに専用レカロシートを採用した。同じタイミングで「デューク」がカタログ落ちしている。
2003年11月30日
パジェロシリーズ（『パジェロ』『パジェロイオ』『パジェロミニ』）の国内累計販売台数が120万1031台となり、1982年5月の『初代パジェロ』発売から21年6ヶ月で120万台の大台を突破したと発表。内訳は『パジェロ』が60万1697台、『パジェロイオ（パジェロジュニアを含む）』が20万2875台、軽自動車の『パジェロミニ』が39万6459台である。
2004年1月20日
パジェロエボリューションがダカール・ラリー総合優勝を果たす。これは三菱にとって4年連続かつ9回目の快挙である。これを記念して、特別仕様車「アクティブフィールド・エディション」が設定された。
2004年2月末
『パジェロミニ』単体の累計販売台数が40万台を突破した。
2004年3月
「デューク」が販売終了。
2004年5月25日
特別仕様車「スペシャルカラーエディション」を設定。専用の3ウェイ2トーンボディカラーが、合計2色採用された。また、ルーフレール、電動格納式リモコンドアミラー、専用アルミホイールなどを装備する。
2004年6月18日
社内調査で判明したリコールの一部について国土交通省に届けられた。
2004年12月22日
一部改良。電動格納リモコンドアミラーやUV＆ヒートプロテクトガラスを全車に標準装備する。これとともに、「XR」の後輪駆動・MT仕様が廃止される。
特別仕様車「リミテッドエディション」、「アクティブフィールド」を設定。
2005年1月未明
一部改良。ボディ同色電動格納式リモコンドアミラーやUV＆ヒートプロテクトガラスを全車に標準装備。また特別仕様車アクティブフィールドエディションはVRをベースにHDDナビなど装備を充実。
2005年5月17日
特別仕様車「ブルームエディション」が追加された。すべてのウィンドウにUV＆ヒートプロテクト機能を備え、消臭天井に加えて、世界初のカーエアコン用のアレルゲンクリアフィルターを採用した。
2005年12月20日
一部改良。フロント周りはグリルをメッキの横2本構成として見た目を一新。リア周りはバンパーにブレーキ/テールランプ・ウィンカーが移設され、ボディにはバックランプのみ配置というレイアウトに変更された。これは、スペアタイヤが車体の右寄りに設置されているため「左斜め後ろ・右斜め後ろからブレーキランプが目視できなければならない」というテールランプに関する法規に対応するための措置である。一部グレードでニットとファブリックを組み合わせたシート地も採用。
「VR」をベースにした特別仕様車「アクティブフィールドエディション」を設定。AV一体型HDDナビゲーションを装備したほか、キーレスエントリー・リモコンキーを2個装備した。
「XR」と「VR」をベースに、特別仕様車「リミテッドエディション」を追加。専用3ウェイ2トーンボディカラーや快適装備を充実させた。
2007年12月14日
特別仕様車「アクティブフィールドエディション」を一部改良。特別装備の一つであるHDDナビゲーションを地上デジタル放送対応とした他、DVD/MP3再生機能等を追加した。
2008年2月27日
同年秋頃日産自動車へOEM供給されることで両者が合意に達したことが発表された。同年9月30日に「キックス」の名称で販売される事が発表され、10月30日に販売を開始した。
2008年9月3日
マイナーチェンジ。フロント周りを兄貴分のパジェロ譲りのデザインへ変更した。リア周りはスペアタイヤの位置が車体の右寄りから中央付近に移動したため、バンパーのブレーキ/テールランプ・ウィンカーは廃止され、同時にナンバープレートはバンパー左側に移動された。これによりリア回りの外観がスズキ・ジムニーを彷彿させるものとなった。駆動系に関してはエンジンの制御が見直され、オルタネーターの発電量を可変式とし、またAT車には減速時におけるロックアップ機能を追加することによって、全グレードで燃費を改善した。このほか、リアボディ上のハイマウントストップランプがリアガラス内側に移設され、ナビ装備モデルではリアクオーターウインドウにワンセグTVガラスアンテナを内蔵している。インテリアではダッシュボード造形の一新によってカップホルダーなどを新設し、視認性や収納力、質感を向上させた（グローブボックスやステアリングコラム周りは従来通り）。メーターパネルにも高級感を演出するシルバーリングが施された。シートには落ち着いたブラウン系カラーのメッシュ生地を採用した。従来オプション設定されていたリア機械式差動制限装置がオプションリストから削除されている。またエンジン制御の最適化で10.15モード燃費が0.2～0.6km/l向上。
ワンセグデジタルTVチューナー内蔵の三菱マルチエンターテイメントシステム（MMES）を標準装備した「Navi Edition XR」、「Navi Edition VR」グレードを設定。
本来であればこの時期にフルモデルチェンジを行い、iと同様にリヤミッドシップレイアウトとなる予定だったが、当時は軽自動車SUVの市場規模が小さく、販売しても採算が合わないと判断され計画は凍結されてしまった。
2009年5月7日
「VR」の4AT車をベースに、本来はオプションカラーである「ホワイトパール」を専用カラーに設定すると共に、フロントとリアのバンパー、スペアタイヤケースをホワイトパールで統一。さらに、フロントフォグランプ、本革巻ステアリングを追加装備し、寒冷地仕様化した特別仕様車「ホワイトパールセレクト」を発売。
2009年8月19日
「XR」をベースに、装備を簡略化した特別仕様車「Limited」を発売。
2009年12月3日
一部改良。「EXCEED」に装備されている2DINオーディオを仕様変更（MDデッキを廃止し、AUX端子を新搭載）すると共に、「VR」と「XR」は「EXCEED」と同じ2DINオーディオに変更。「Navi Edition VR」、「Navi Edition XR」に装備されているMMESの記憶装置を耐衝撃性に優れたSSDに変更するとともにSDカードスロットやUSB端子を新たに搭載した。また、「EXCEED」のドアミラーをつや消しのメッキ仕様に変更。ボディカラーも入れ替えを行い、モノトーンカラーにオプションカラーとして「ラズベリーレッドパール」と同年5月に発売された「ホワイトパールセレクト」の専用色だった「ホワイトパール」を追加し（「EXCEED」と「Limited」を除く）、モノトーンカラーの「ホワイトソリッド」と「レッドソリッド」並びに2トーンカラー全色を廃止した。特別仕様車「Limited」は好評につき、販売を継続する。
2010年8月5日
一部改良。メーター部分に低燃費運転をサポートするECOランプを追加。また、「Navi Edition VR」と「Navi Edition XR」には撥水フロントガラス、メッキ&親水ドアミラー、ABS（「Navi Edition XR」のみ）を新たに標準装備した。さらに、5年目以降の車検入庫時に保証延長点検（24か月定期点検相当）を受けることを条件に適用される「最長10年10万km特別保証延長」の対象車種となった。
2010年12月20日
「VR」をベースに、ルームミラーに内蔵された3.3インチカラー液晶ディスプレイが後方の様子を映し出し、安全な駐車をサポートするリアビューモニター付きルームミラー（自動防眩機能付）、本革とスウェード調ファブリックを組み合わせた専用シートと本革巻ステアリングホイール、撥水ドアガラス、親水メッキドアミラー、フォグランプを装備した特別仕様車「Premium Selection」を発表（2011年1月7日販売開始）。
2011年7月22日
オートマチックトランスミッションに不具合があるとして三菱自動車は国土交通省にリコール（回収・無償修理）を届け出た。対象となるのは、パジェロミニ、ミニキャブ、タウンボックスで、補用品として出荷され2010年8月2日から2011年6月30日までの間に載せ換えられた108台。
2012年3月22日
同年6月をもって生産を終了することを発表。エコカー減税非対応などで販売数が最盛期の1/10に落ち込んでいること、独自プラットフォームのため他車種との共用によるコスト削減が困難であること、2012年9月以降生産される車両に適用される基準「歩行者頭部保護基準」に対応できなかったことが要因（ダイハツ・コペンやテリオスキッド、マツダ・RX-8も同様）。生産終了に先立ち、2011年1月に発売された特別仕様車「Premium Selection」をベースに、フルカバータイプのスペアタイヤケース、ルーフレール（シルバー塗装）、寒冷地仕様を追加し装備の充実を図った特別仕様車「Premium Selection ～Final Anniversary～」を発表（3月26日販売開始）。ボディカラーは3ウェイ2トーンカラー2色を含む4色を設定する（ラズベリーレッドパールは3ウェイ2トーンカラーのクールシルバーメタリック/ラズベリーレッドパール/クールシルバーメタリックに置き換わる）。
2012年6月
生産終了。以降は在庫のみの販売となる。
2013年1月
ホームページへの掲載を終了した。
2016年4月14日
エンジン制御用コントロールユニット（ECU）およびラジエーターファンモーターに不具合があるとして三菱自動車は国土交通省にリコール（回収・無償修理）を届け出た。対象となるのは、パジェロミニ、ミニキャブ、タウンボックスと、日産自動車の3車種の計6車種で、2002年8月8日から2013年12月27日に製造された12万4419台。

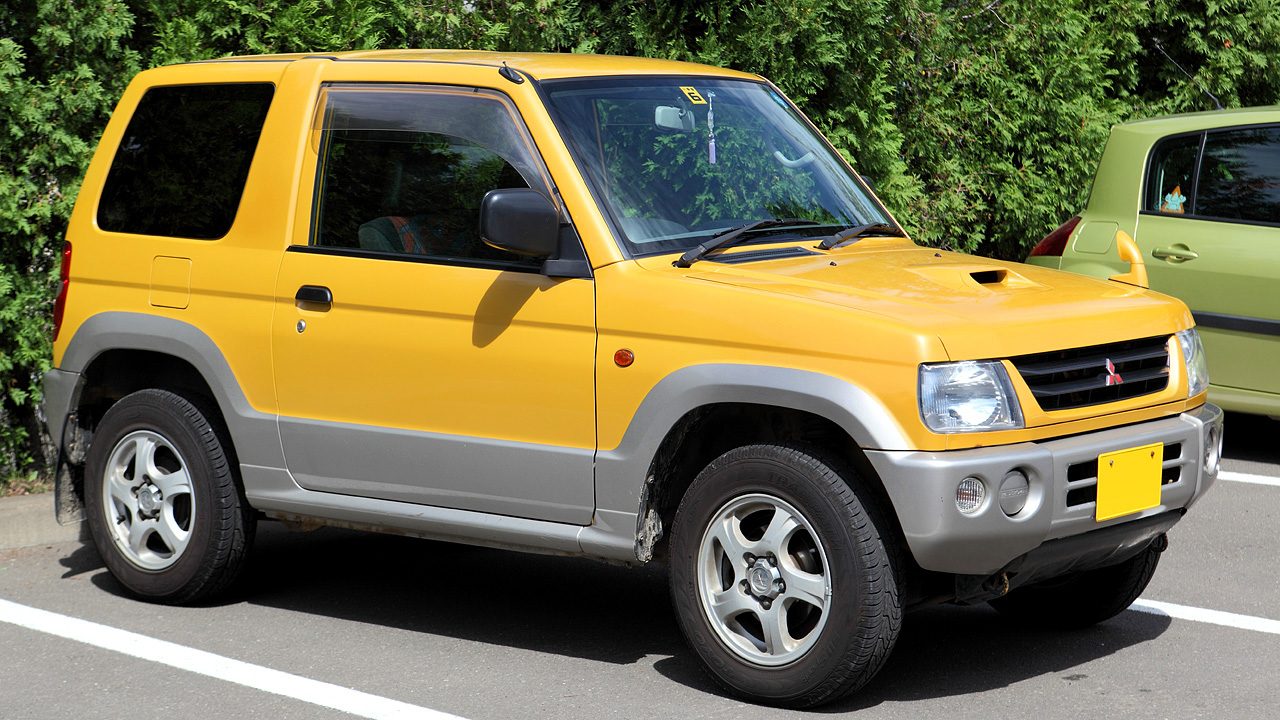
1998年10月登場型 X
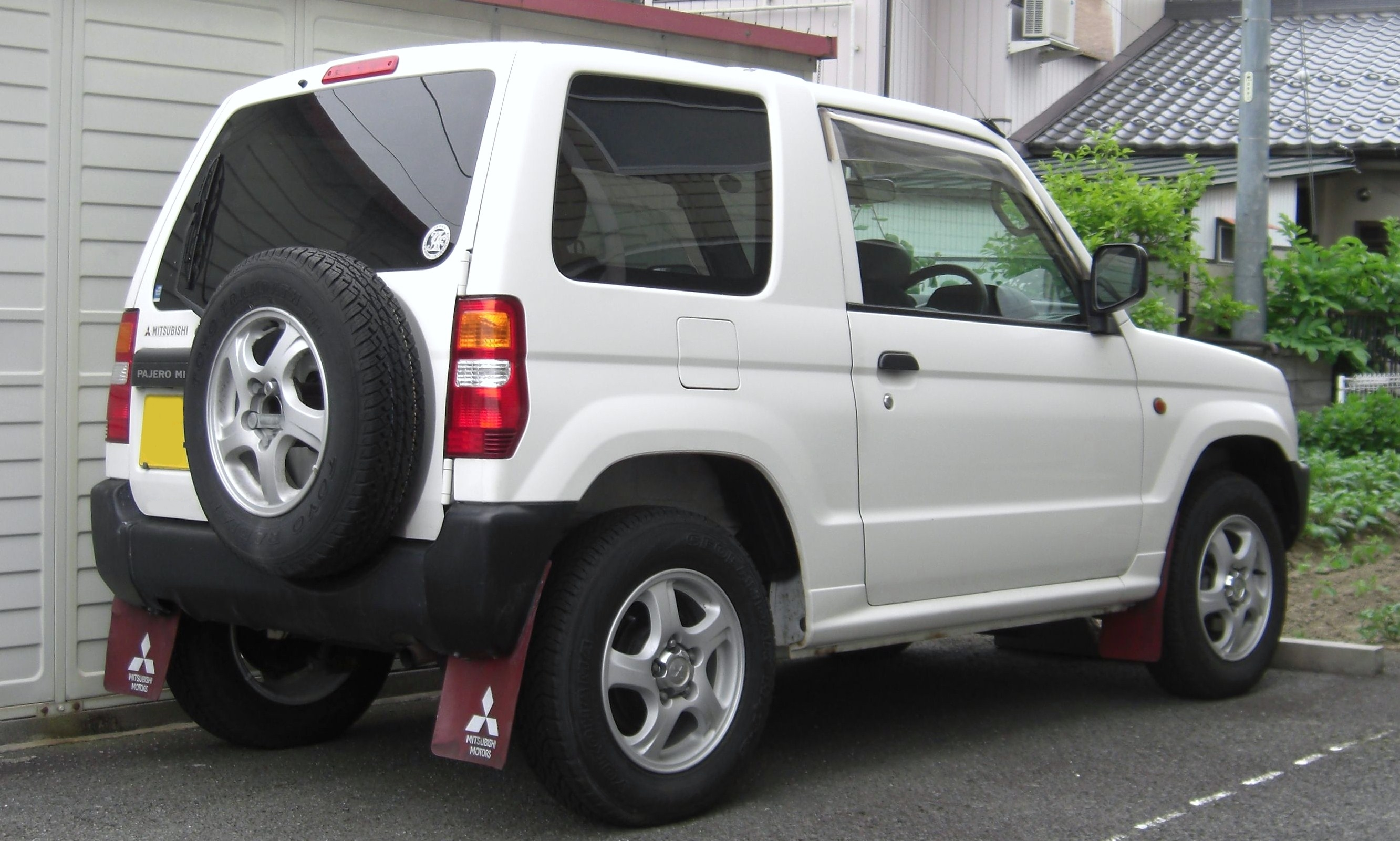
前期型（1998年-2005年）　リア
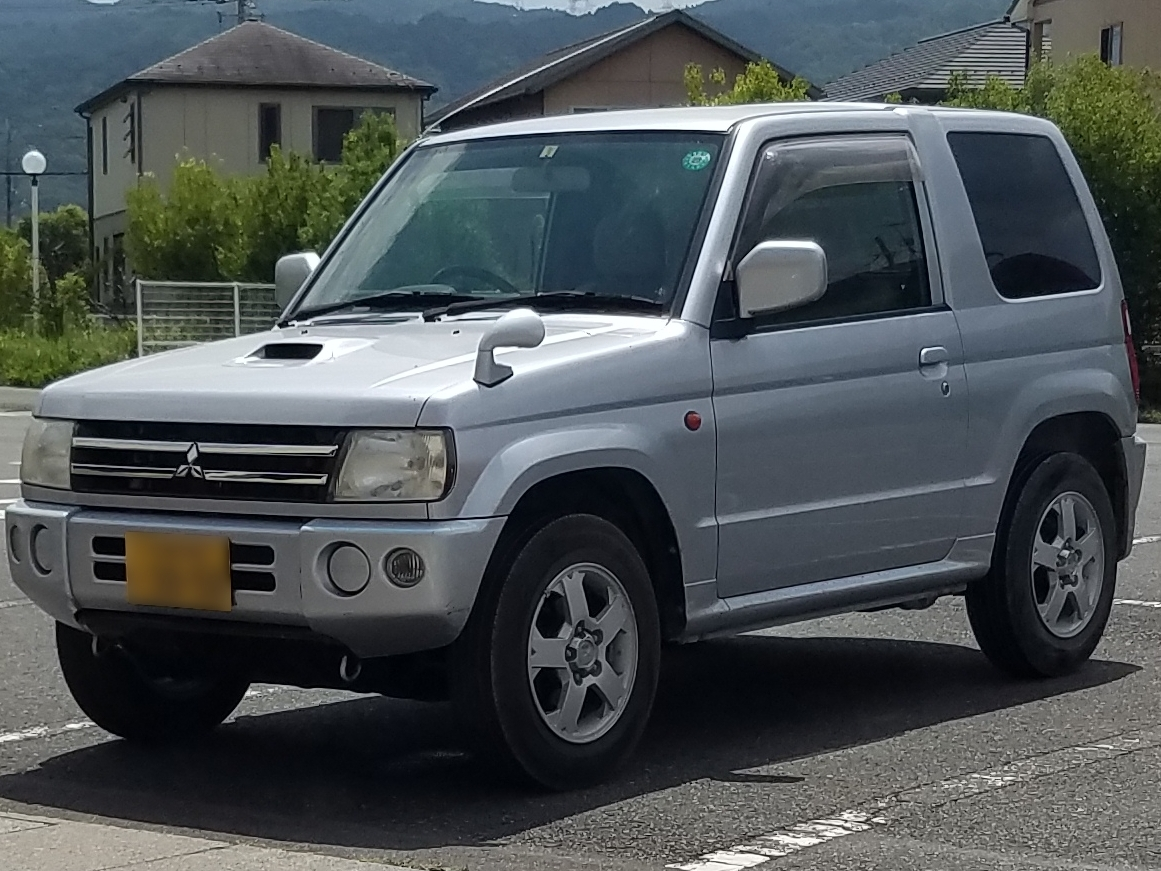
2005年12月改良型 XR フロント
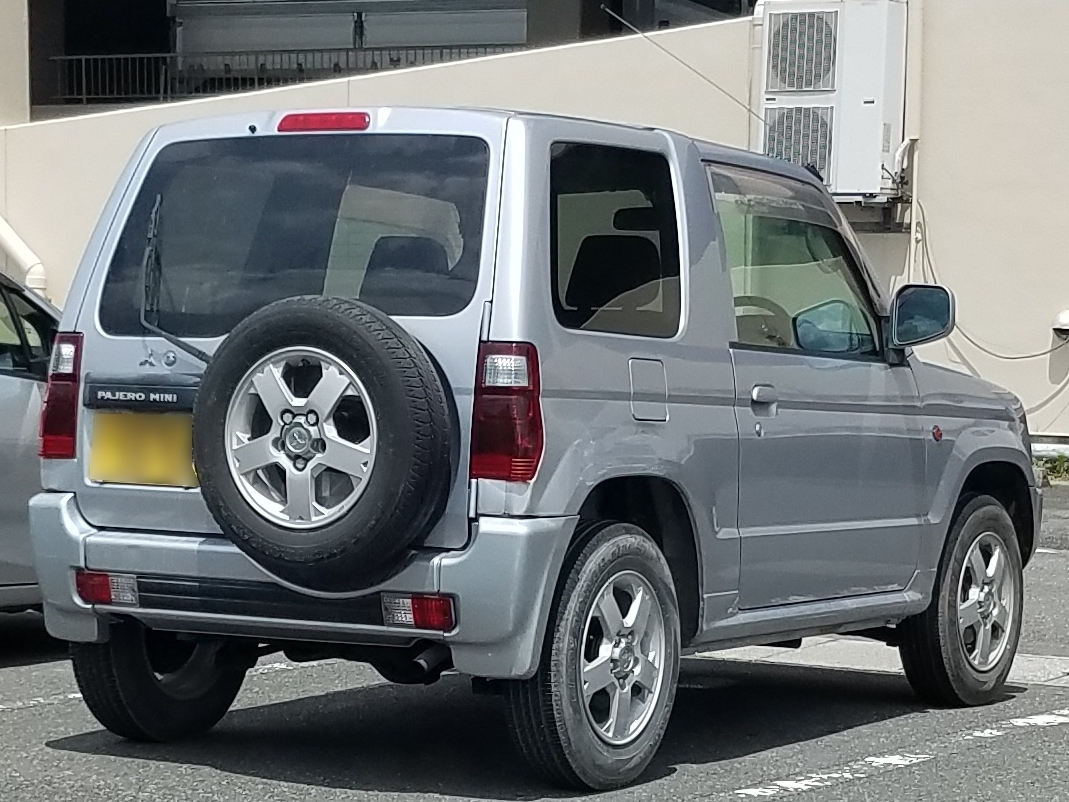
2005年12月改良型 XR リア
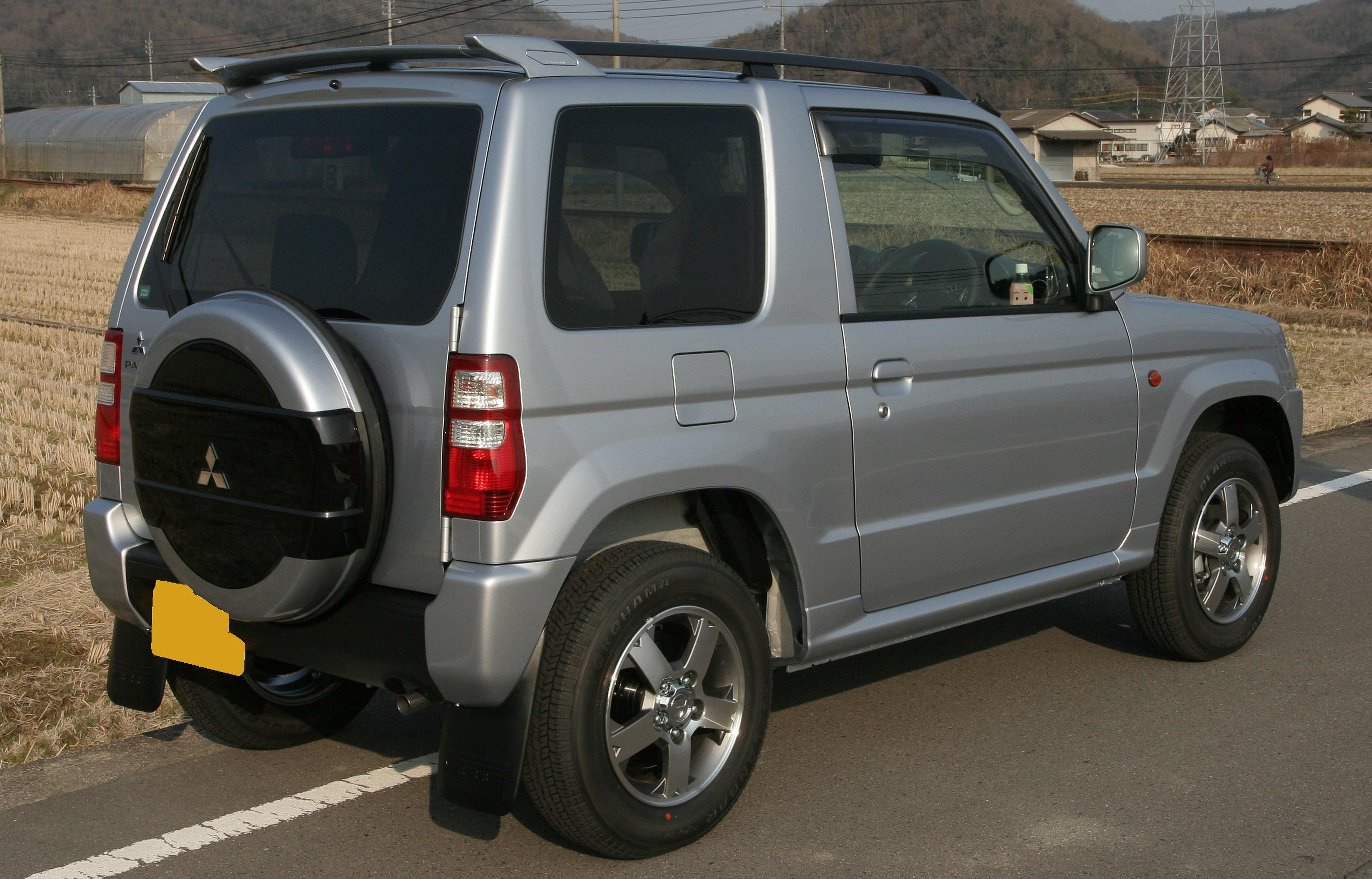
2008年9月改良型 VR リア
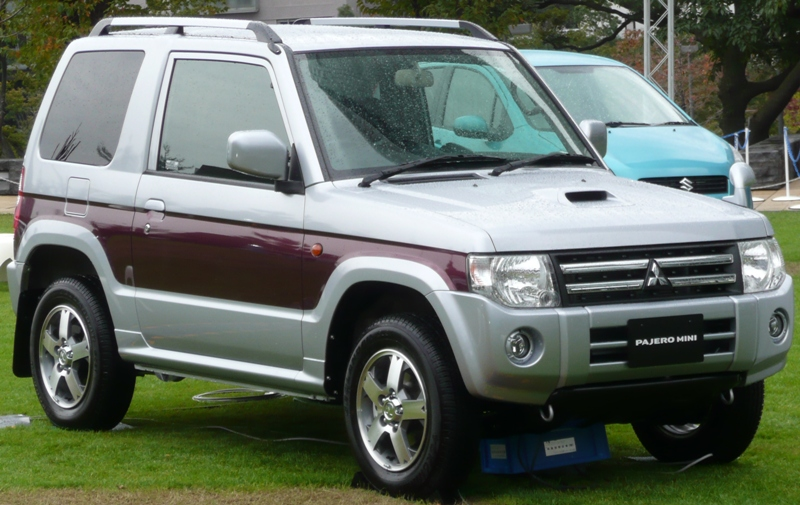
2008年9月改良型 EXCEED フロント
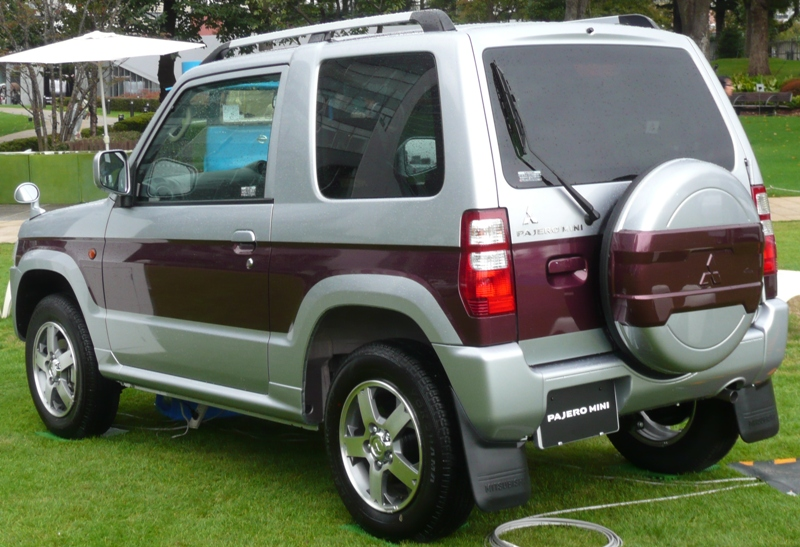
2008年9月改良型 EXCEED リア
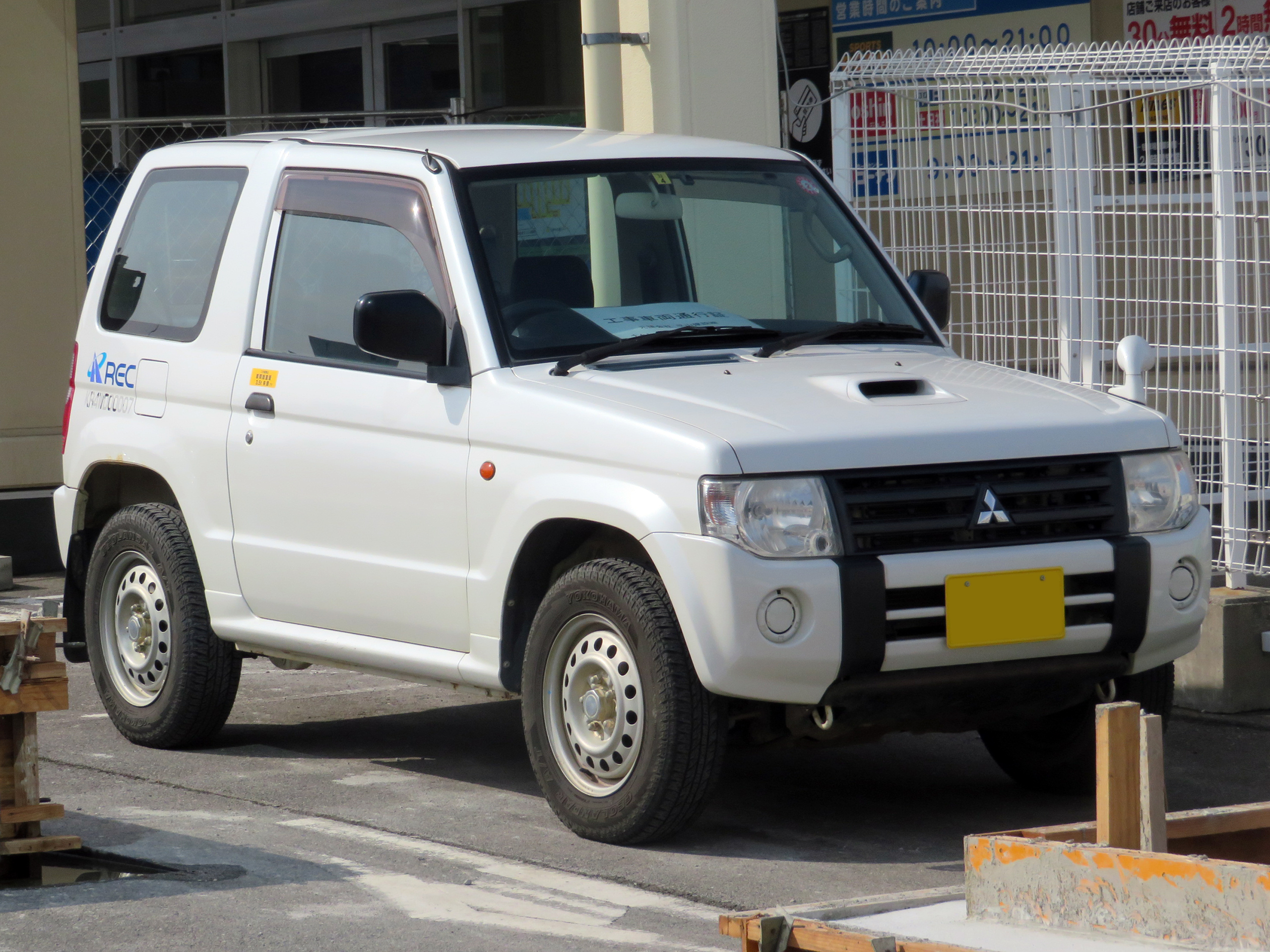
2009年8月登場型 Limited フロント
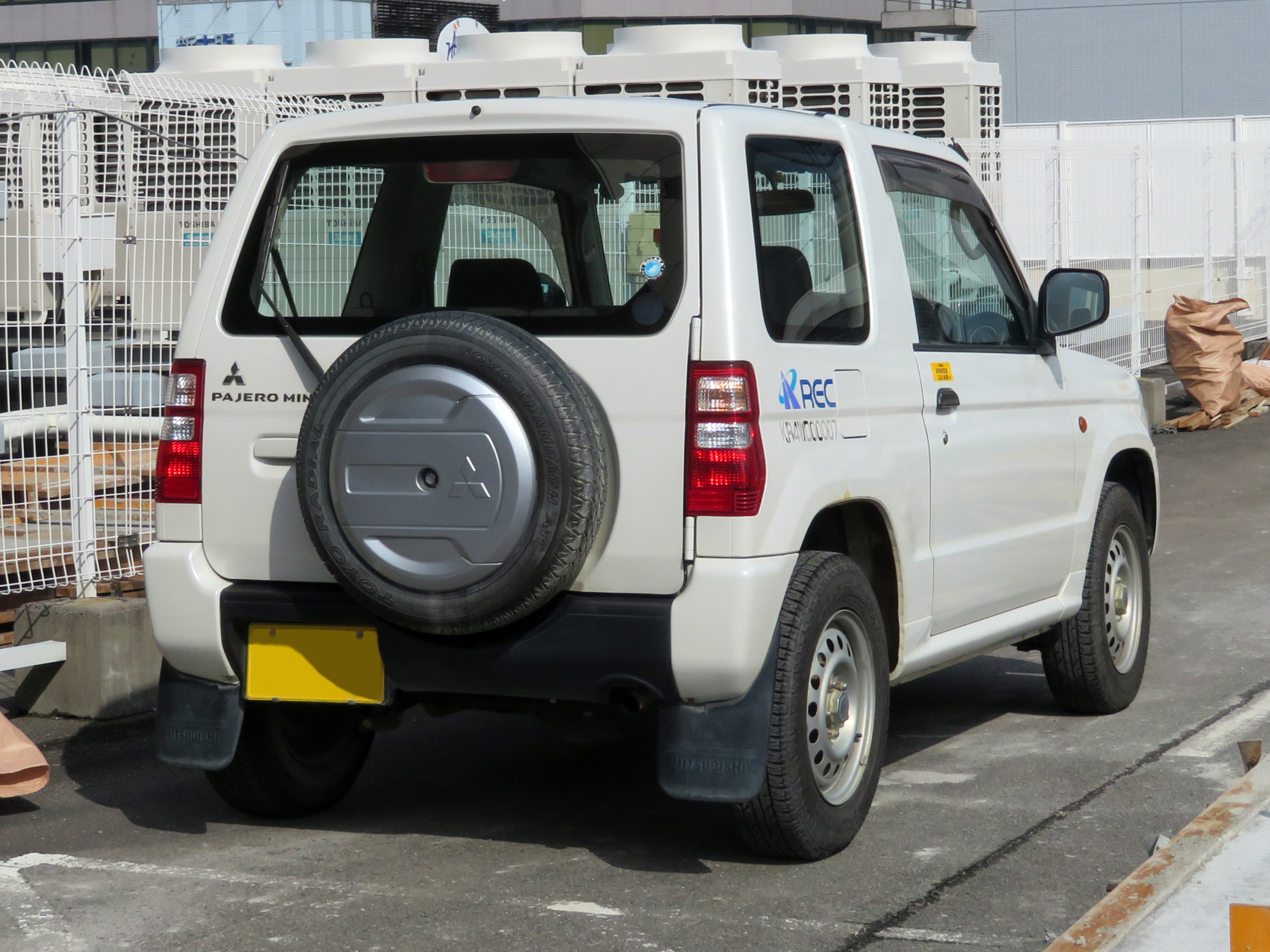
2009年8月登場型 Limited リア
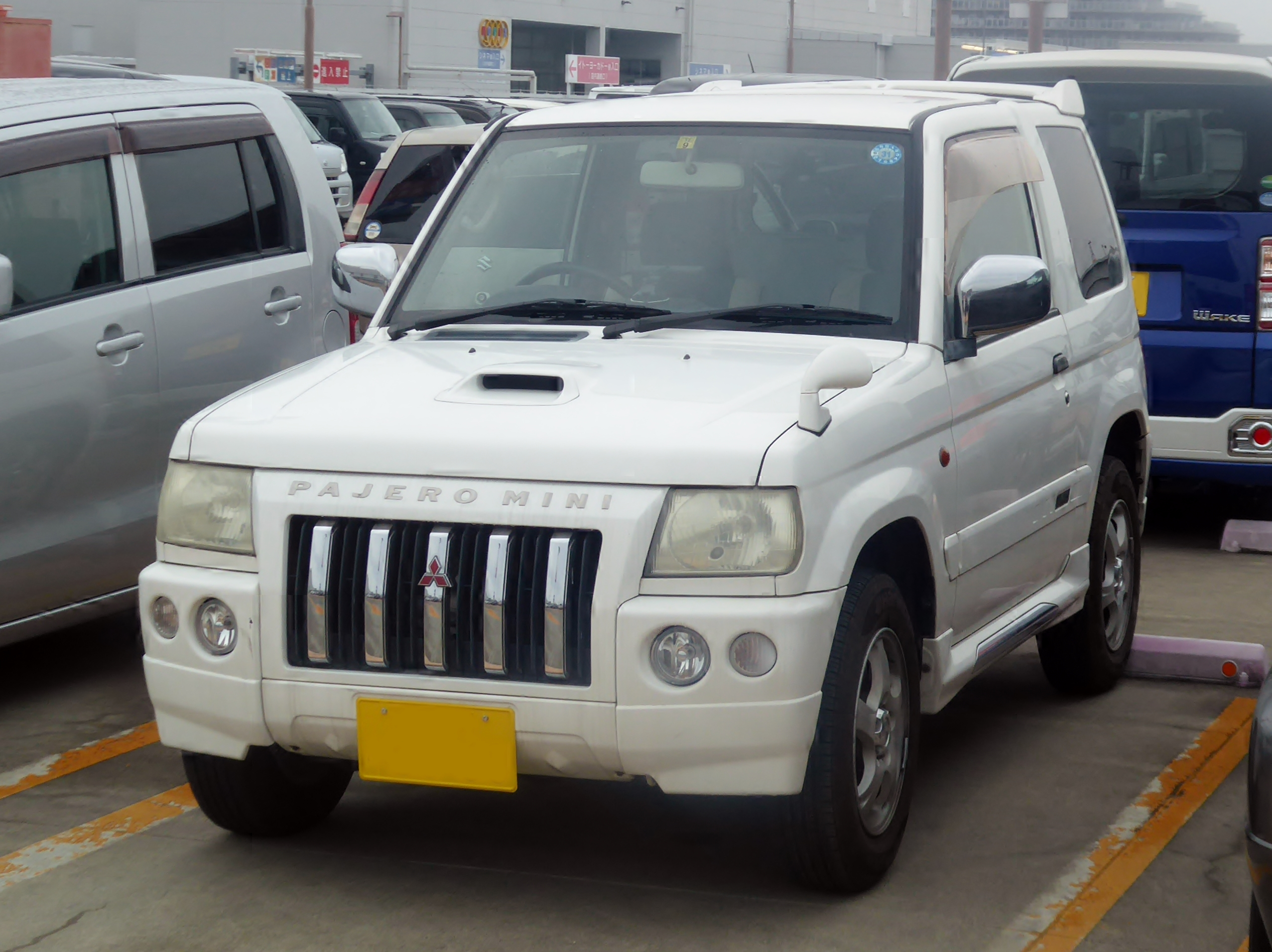
パジェロミニデューク

- パジェロミニリンクス
- リンクス X
- スヌーピーエディションII
- リンクス

## 年間生産と販売
| 年   | 製造    | 国内販売台数 + 輸出台数 |
| ---- | ------- | ----------------------- |
| 1994 | 不明    | 不明                    |
| 1995 | 104,990 | 不明                    |
| 1996 | 71,185  | 不明                    |
| 1997 | 43,302  | 44,224 +358             |
| 1998 | 48,792  | 47,592 +32              |
| 1999 | 36,580  | 35,673 + 3              |
| 2000 | 24,895  | 27,011 + 2              |
| 2001 | 16,590  | 17,458 + 0              |
| 2002 | 12,672  | 13,720                  |
| 2003 | 17,141  | 17,237                  |
| 2004 | 10,307  | 10,371                  |
| 2005 | 10,445  | 10,611                  |
| 2006 | 9,436   | 9,367                   |
| 2007 | 9,279   | 9,195                   |
| 2008 | 17,033  | 11,456                  |
| 2009 | 11,195  | 8,646                   |
| 2010 | 9,165   | 8,056                   |
| 2011 | 9,681   | 8,281                   |
| 2012 | 5,862   | 6,081                   |
| 2013 | 無し    | 24                      |
| 2014 | 無し    | 4                       |
| 2015 | 無し    | 1                       |
| 2016 | 無し    | 1                       |
| 2017 | 無し    | 2                       |

(Sources: Facts & Figures 2000, Facts & Figures 2002, Facts & Figures 2005, Facts & Figures 2009,Facts & Figures 2013,Facts & Figures 2017, Facts & Figures 2018
Mitsubishi Motors website)

## 車名の由来
- 「パジェロ」（PAJERO）はチリ・アルゼンチン地方南部パタゴニア地方に生息するヤマネコのパジェロキャット（またはパンパスキャット、コロコロ）から。
- 「ミニ」（MINI）は「小さい」、「小型」という意。
- 「デューク」（DUKE）は英語で、君主、公爵の意[11]。
- 「リンクス」（LYNX）とは、北米、ユーラシア大陸に生息するヤマネコのこと。→オオヤマネコ